# ルイジ・ガンナ

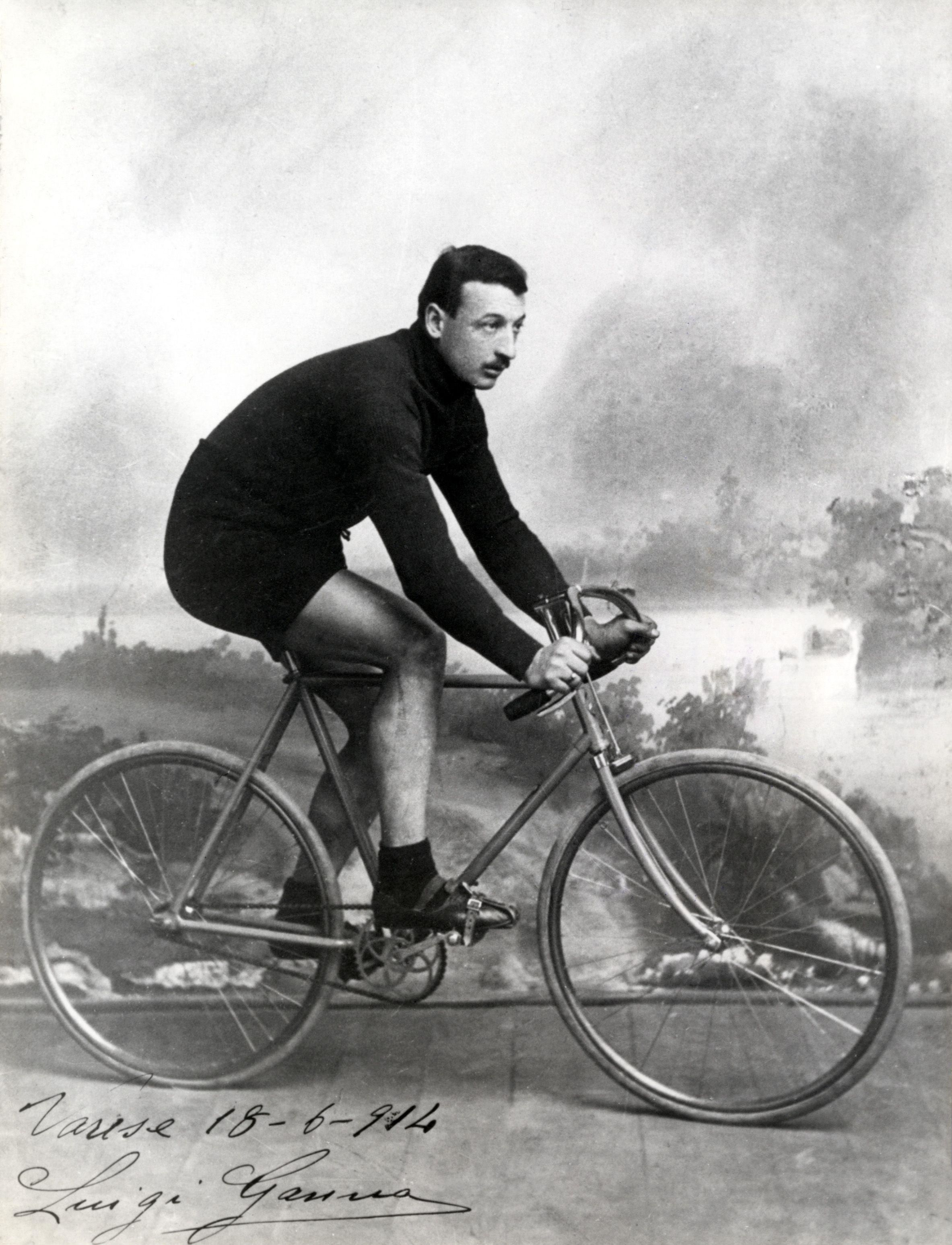
ルイジ・ガンナ

ルイージ・ガンナ（Luigi Ganna、1883年12月1日 - 1957年10月2日）は、イタリア・インドゥーノ・オローナ出身の自転車競技選手。
ジロ・デ・イタリア初代総合優勝者である。

## 経歴
プロ選手生活は1904年から1915年。
1909年のミラノ〜サンレモを優勝。第1回のジロ・デ・イタリアでは区間3勝を挙げ、カルロ・ガレッティとの競り合いを制して総合優勝を果たした。1910年、ジロ・デッレミリアを優勝。第2回ジロ・デ・イタリアでは区間3勝を挙げたが、総合成績は3位に終わった。またこの年だけはチーム対抗形式による総合成績争いとなった1912年のジロでは、ガレッティらとともにアタラチームの一員として出場したが、第5ステージで棄権し、個人表彰選手から除外された。
引退後、自転車のビルダーとして活動。「ガンナ」というブランドを確立した。このガンナは、後にジロで3回の総合優勝を果たすことになる、フィオレンツォ・マーニも愛用していた。